# Dianthus fragrans
Dianthus fragrans är en nejlikväxtart som beskrevs av Friedrich August Marschall von Bieberstein. Dianthus fragrans ingår i släktet nejlikor, och familjen nejlikväxter. Inga underarter finns listade i Catalogue of Life.